# Войцеховский, Владимир Мечиславович
Владимир Мечиславович Войцеховский (укр. Володимир Мечиславович Войцеховський; род. 23 августа 1941, Махновка, Винницкая область) — советский и украинский спортсмен и тренер; Мастер спорта СССР (1963), Почётный мастер спорта СССР.

## Биография
Родился 23 августа 1941 года в селе Комсомольское (ныне Махновка) Казатинского района Винницкой области Украинской ССР.
В 1967 году окончил Житомирское радиотехническое училище войск ПВО (ныне расформировано), в 1971 году — Львовский институт физической культуры.
Тяжёлой атлетикой начал заниматься в 1959 году, выступал за Вооружённые силы СССР в весовых категориях 82,5 и 90 кг. Становился чемпионом и призёром первенств Вооружённых сил СССР и чемпионатов Украины (1963—1971), установив три рекорда СССР в рывке.
Одновременно начал заниматься тренерской деятельностью, работал тренером спортивного клуба армии Прикарпатского военного округа (1968—1981 и 1988—1991) и Группы советских войск в Германии (1981—1987). Среди его воспитанников — В. Мельник и С. Дидык.
С 1987 года Владимир Войцеховский находился в запасе, имел звание майора, проживал в родном селе.